# Episodi di Come sorelle (serie televisiva)
La prima stagione del serial televisivo drammatico turco Come sorelle (Sevgili Geçmiş), composto da 8 puntate da 120 minuti circa, è andato in onda in Turchia su Star TV dal 25 ottobre al 13 dicembre 2019.
In Italia la serie è composta dagli stessi 8 episodi con la stessa durata di 120 minuti ed è stata trasmessa in prima serata su Canale 5 dall'8 luglio al 26 agosto 2020: le puntate 1-5 e 8 sono andate in onda di mercoledì, mentre la 6 e la 7 sono andate in onda di venerdì.
| nº | Titolo     | Prima TV Turchia | Prima TV Italia |
| -- | ---------- | ---------------- | --------------- |
| 1  | Episodio 1 | 25 ottobre 2019  | 8 luglio 2020   |
| 2  | Episodio 2 | 1º novembre 2019 | 15 luglio 2020  |
| 3  | Episodio 3 | 8 novembre 2019  | 22 luglio 2020  |
| 4  | Episodio 4 | 15 novembre 2019 | 29 luglio 2020  |
| 5  | Episodio 5 | 22 novembre 2019 | 5 agosto 2020   |
| 6  | Episodio 6 | 29 novembre 2019 | 14 agosto 2020  |
| 7  | Episodio 7 | 6 dicembre 2019  | 21 agosto 2020  |
| 8  | Episodio 8 | 13 dicembre 2019 | 26 agosto 2020  |

## Episodio 1
- İpek Gencer è una giovane donna che vive a Güneşli Bahçe e che ha in programma di sposare Tekin Malik, l'uomo che tempo prima aveva acquistato dal padre della ragazza (sommerso dai debiti) gli oliveti di famiglia e che si è impossessato di tutte le loro ricchezze, cosa che ha portato suo padre a morire per il dolore. Quattro giorni prima del matrimonio, İpek riceve una lettera anonima che le rivela che è stata adottata e che ha due sorelle, Çilem e Deren, le quali vivono entrambe a Smirne; volenterosa di conoscerle, invia loro gli inviti per le sue nozze.
- Deren è un medico e lavora nella clinica di Harun, il suo padre adottivo, è una ragazza piuttosto chiusa e introversa. Anche lei a sua volta non sapeva di essere stata adottata, e quando riceve la lettera della sorella accetta un po' controvoglia l'invito, principalmente per allontanarsi dai genitori che le hanno nascosto la verità. Inconsciamente aveva sempre avuto il sentore che Müjgan, la sua madre adottiva, amasse Aras (il vero figlio) più di lei.
- Çilem, che ha scoperto di essere incinta, non riceve la lettera perché la sua amica Azra, che si guadagna da vivere come cantante, con la quale ai tempi condivise la permanenza in orfanotrofio e che è triste per non aver avuto le sue stesse opportunità nella vita, decide di fingersi lei tenendo per sé la lettera.
- Azra ha alle sue spalle un passato molto triste dato che il padre uccise la moglie. Decide di appropriarsi dell'identità dell'amica soprattutto dopo che Burak, fidanzato di Çilem, le chiede di essere meno presente nella vita dell'amica per tranquillizzarla.

Tekin è violento e possessivo, ma İpek è decisa a sposarlo per riappropriarsi dei beni di famiglia. Intanto Deren, distratta per lo shock emotivo, ha un incidente alla guida e rischia di cadere da un burrone, ma viene aiutata a mettersi in salvo da Kenan, ex compagno di scuola di İpek, proprietario di una concessionaria. Per dirigersi al matrimonio di İpek, Azra si fa dare un passaggio da Mahir, un carissimo amico della promessa sposa. Nel frattempo, Çilem e Burak vengono presi in ostaggio da un trafficante al quale Azra e due suoi amici (rimasti uccisi nella fuga) avevano rubato soldi e droga per finanziare il loro gruppo musicale, sebbene Azra inizialmente fosse all'oscuro del fatto che i suoi amici volessero derubarlo; Çilem viene costretta a guardare Burak venire preso a botte dagli scagnozzi del trafficante, Okan, il quale alla fine lo uccide dopo aver dichiarato che nessuno uscirà finché non troverà Azra.
İpek, Deren e Azra si conoscono e stringono man mano amicizia; İpek racconta la verità solo a Afet, la sua madre adottiva, mentre agli altri racconta che le due ragazze sono semplicemente amiche dei tempi dell'università. Quando Deren e Azra capiscono che İpek è vittima di violenza la incitano a non sposare Tekin, ma lei intende andare avanti col suo piano e vendicare la morte del padre adottivo. Afet scopre che il futuro genero è stato più volte denunciato dalla prima moglie per violenza domestica, e che ha un figlio, Sinan, denunciato per aggressione.
Al matrimonio si presenta anche Sinan, il quale era stato informato riguardo alla cerimonia da Refik, dipendente di Tekin che quest'ultimo aveva prima licenziato e poi riassunto per un rispettare un debito nei suoi confronti, ossia l'averlo salvato dall'aggressione del figlio. Padre e figlio hanno un rapporto pessimo, causato dal fatto che Tekin uccise la moglie rendendo Sinan orfano di madre, e appropriandosi del suo patrimonio, cose di cui ovviamente ha tenuto all'oscuro İpek; Sinan sfida il padre e dichiara che si trasferirà nella villa. Sono presenti anche Kenan, il quale mostra un certo interesse ricambiato per Deren, e Mahir, che ha un breve dialogo con Azra. Okan decide di lasciar andare Çilem, non prima però di averle instillato l'odio verso Azra, la causa del suo rapimento e della morte di Burak.
Dopo la celebrazione, İpek rivela a Tekin la vera motivazione per la quale lo ha sposato, lui si infuria e la aggredisce; İpek riesce comunque a chiamare Deren e Azra, ma l'uomo scatena anche su di loro la sua ira. Nell'intento di difendersi, le tre si scagliano contro di lui: prima Deren lo fa cadere accidentalmente da una ringhiera, stordendolo, e quando Tekin si riprende e tenta di strangolare Deren, Azra lo colpisce alla nuca con una statuina, uccidendolo inavvertitamente. In seguito all'uccisione le tre, ancora sotto shock, decidono di nascondere il cadavere seppellendolo. Çilem tenta il suicidio saltando dal tetto di un palazzo ma viene tratta in salvo dallo zio Cemal, che la incoraggia a ricostruire le proprie origini.
- Ascolti Italia: telespettatori 2 472 000 – share 13,40%[8].

## Episodio 2
Sinan e Refik tentano inutilmente di contattare Tekin; il secondo viene a sapere che se non verrà saldato un debito contratto da Tekin, bisognerà liberare la villa. Il debito perviene da Cemal, che frattanto assiste la nipote Çilem in ospedale; lui le racconta che Cahide, sua cognata e madre delle tre sorelle, è in carcere da 24 anni per aver ucciso suo marito e che diede le sue tre figlie in adozione. Durante un pranzo al ristorante con Kenan, Deren ha un mancamento; Kenan le sfila la fascia che la ragazza porta al collo e scopre i lividi procurati da Tekin, anche se lei non vuole rivelargli la ragione per cui li ha. Deren decide di tornare a Smirne, intanto Cemal, che ha evidentemente un secondo fine riguardo alla riunione delle tre nipoti, va al carcere dove Cahide è detenuta, ma non riesce a ottenere la sua collaborazione. Çilem ha un crollo emotivo e tenta il suicidio con un pezzo di vetro, ma Cemal e Deren (che lavora all'ospedale come dottoressa) riescono a tranquillizzarla; parlando con Deren, Cemal finge di essere il padre di Çilem.
Sinan comincia a nutrire dei sospetti, così İpek gli mostra i lividi su un braccio, gli dice che Tekin ha aggredito lei e le amiche, e che poi se ne è andato senza tornare. Sinan le racconta che sua madre è morta per colpa di Tekin, che tra l'altro tradiva con altre donne; quando aveva 14 anni, per vendicarla pugnalò suo padre (salvato dall'intervento di Refik, da allora rimasto al suo fianco) e finì in riformatorio. Azra telefona a Çilem ma le risponde Cemal, che le intima di non chiamarla mai più, che non c'è perdono per quello che ha fatto e che riceverà la sua punizione; sa che Azra si è fatta passare per Çilem, e le dice che si incontreranno molto presto. Deren informa suo padre adottivo Harun di aver conosciuto le sue sorelle e gli chiede se sa dov'è la sua madre biologica; in ufficio arriva un ispettore assicurativo che li informa che l'ospedale è sotto inchiesta per una sospetta frode assicurativa: controllando le prescrizione mediche e l'elenco dei pazienti accolti, è risultato che la maggior parte delle cure è stata effettuata al pronto soccorso, perciò lo Stato ha contribuito con una somma estremamente elevata: i pazienti pagavano integralmente le cure ricevute, eppure è stato dichiarato che tali cure sono state somministrate nel loro pronto soccorso; lo stato li ha sovvenzionati, e i vari trattamenti prevedevano prescrizioni di esami e medicinali del tutto superflui. Nel frattempo, Cemal lascia nello studio personale di Deren un album fotografico della sua famiglia biologica.
Harun schiaffeggia il figlio Aras, perché è stato lui ad approfittare dell'abilitazione concessagli per firmare le prescrizioni. Müjgan recrimina al marito di aver sempre voluto più bene a Deren rispetto ad Aras, il suo vero figlio, e chiede che Deren si prenda la colpa e vada in prigione per tre anni al posto di Aras con la promessa che, dopo aver scontato la pena, si impegneranno a mantenerla economicamente. Afet porta İpek in commissariato, dove il commissario Akif sollecita la ragazza a sporgere denuncia, altrimenti verrebbe ritenuta colpevole. Deren scopre che Çilem è stata dimessa la mattina stessa, ignara di aver appena conosciuto la sua vera sorella. Cemal porta la nipote a vivere in casa sua per farla riprendere, e durante una cena le racconta una versione distorta di sua madre, raccontando che ha derubato il marito e ha abbandonato le figlie. Il giorno seguente, Cemal va ad un colloquio con Cahide, ma riesce solo a farla infuriare. Deren rifiuta di prendersi la colpa e accusa Müjgan per il disinteresse che le ha sempre mostrato; Aras si assume serenamente le proprie responsabilità. Kenan riaccompagna Deren dalle sue sorelle a Güneşli Bahçe, incontrando prima Azra correndo verso di lei abbracciandola avendo finalmente superato il suo blocco emotivo, poi organizza un incontro con İpek e Azra per mostrare loro l'album fotografico, ma vengono distratte da una rissa fra Sinan e Refik, che riesce a far arrestare Sinan nascondendo un anello di Tekin nella sua automobile.
- Ascolti Italia: telespettatori 2 278 000 – share 12,50%[8].

## Episodio 3
In commissariato, İpek afferma di aver fatto cadere lei per errore l'anello nell'automobile di Sinan. Nel frattempo, Kenan aiuta Deren a recuperare l'album fotografico e i documenti rubati, ma la ragazza rimane turbata dall'atteggiamento molto aggressivo che Kenan mostra verso il ladro; successivamente, Deren ammette che lei e İpek sono sorelle. Cahide (in pensiero perché è il compleanno della figlia più piccola, Çilem) comunica a Cemal di aver accettato la sua proposta di matrimonio, ma a una condizione: lui non dovrà in alcun modo avvicinarsi o contattare le sue figlie, anche se questo dovesse comportare per lei stessa starle lontano. İpek chiede le documentazioni del debito contratto da Tekin e viene chiamata dall'avvocato del cliente (che a sua insaputa è Cemal): se il debito non verrà saldato, verranno pignorati l'azienda, i terreni circostanti e la casa; Cemal chiede all'avvocato di aspettare ancora un po', perché gli si è presentata un'opportunità. Sinan, che dovrà rimanere in città e presentarsi in commissariato ogni lunedì, osserva le registrazioni delle telecamere di videosorveglianza di una stazione di servizio (risalenti alla notte seguente al matrimonio) e vede Azra.
Mentre è a cena con Afet e lo zio Akif, İpek finge di aver appena ricevuto un messaggio da Tekin, mentre in realtà si è messa d'accordo con Azra; Akif ne dubita e ipotizza che il messaggio sia stato mandato dall'assassino di Tekin con il cellulare di quest'ultimo. Cemal porta Çilem nello stesso ristorante dove si trova Azra (accompagnata lì da Mahir per cenare insieme): Çilem mostra ad Azra tutto il suo disprezzo per la noncuranza nei suoi confronti, e la informa che gli uomini di Okan hanno ucciso Burak. Azra si scusa piangendo, ma Çilem risponde duramente dicendole che lei si è comportata così perché le dava fastidio vederla felice, e non sopportava Burak perché sapeva che sarebbe rimasta sola; Azra replica dicendo che Burak le aveva detto di lasciare in pace Çilem, ma quest'ultima promette di punirla, e la avverte che la punizione non sarà uno scherzo come immagina. Sinan dice a İpek che ha cancellato le registrazioni riguardanti Azra per ringraziarla per averlo difeso, e lei gli mostra il falso messaggio; più tardi, la ragazza comunica a Deren e Azra di quanto detto da Sinan, lasciandole comunque preoccupate. Cemal comunica alla sua domestica Gülistan, segretamente innamorata di lui, che sta per sposarsi con Cahide, lasciandola delusa.
Refik propone a İpek di consegnare una grande quantità di prodotti per un cliente (Cemal) che aveva litigato con Tekin: lavorando sodo per una settimana, potrebbero riuscire a pagare già un terzo del debito. İpek, Azra e Deren lavorano sodo nell'oliveto insieme a Kenan e ai braccianti agricoli. Deren rivede il fratello Aras, il quale le dice che loro padre continua a non parlare, che le indagini sono ancora in corso e che per lui le cose si stanno mettendo male. Deren gli chiede un aiuto economico per İpek, ma il suo conto bancario è bloccato, tuttavia proverà a chiedere alla madre; quest'ultima sostiene di avere i fondi congelati dal governo, ma la verità è che non intende darle denaro se non si prenderà la colpa al posto di Aras; il ragazzo proverà comunque a convincere il padre. Sinan e İpek si incontrano su un pontile: Sinan le dice di non credere che Azra fosse alla stazione di servizio per una coincidenza; la ragazza replica dicendo che si è messa d'accordo con Tekin per fingere la scomparsa per via dei debiti; Sinan le risponde che allora vuole parlarci, altrimenti consegnerà il video alla polizia. Deren rivela ad Azra che Kenan ha agganci finanziari e che darà lui i soldi necessari; Deren però è all'oscuro del fatto che Kenan in realtà non si guadagna da vivere solo con la concessionaria, infatti opera in un ambiente pericoloso dato che si occupa anche di riscossione di crediti, infatti ha dato alle sue amiche i soldi che aveva riscosso per conto di un suo cliente.
Azra ormai si sta affezionando sempre di più a İpek e Deren, le quali sono entrambe due sorelle affettuose, ed è per questo che è sempre più tentata di raccontare alle due la verità, ovvero che lei non è la vera Çilem. Cemal accetta la condizione posta da Cahide solo se lei lo sposerà; tuttavia Gülistan, gelosa di Cemal, rivela a Cahide che lui non sta rispettando il patto di tenersi lontano dalle sue figlie, così l'accordo salta. Çilem diventa una furia quando scopre Okan a casa dello zio; la ragazza tenta di accoltellarlo, ma Cemal la ferma e le dice che non è lui la causa principale delle sue sofferenze, ma Azra. Cemal riesce a calmare sua nipote, infatti lui ha bisogno di Okan per i suoi scopi, quindi Çilem e Cemal gli promettono che gli consegneranno Azra. Comunque Cemal promette a sua nipote che anche Okan, a tempo debito, pagherà per quello che le ha fatto. Sinan mette alle strette İpek, e le chiede perché ha organizzato quella messinscena. Refik accorre da İpek, Deren e Azra: il raccolto è stato dato alle fiamme. İpek, Deren, Azra, Refik, Mahir e Kenan assistono impotenti all'incendio, mentre Cemal osserva la scena da lontano.
- Ascolti Italia: telespettatori 1 960 000 – share 11,30%[9].

## Episodio 4
Mentre Cahide trascorre l'ultimo giorno in carcere, Çilem ha un malore e chiama Gülistan, che però finge di non sentirla; la ragazza riesce tuttavia a telefonare allo zio (che sta aspettando Cahide fuori dal carcere) e a farsi portare in ospedale, dove scopre di aspettare una femmina. Dopo aver riflettuto, Deren è fermamente convinta nel voler andare in carcere (senza dirlo alle sue sorelle) al posto di Aras così da ottenere i soldi necessari per salvare l'attivita di İpek, e solo dopo molte insistenze lo convince ad accettare la sua decisione. Dagli uffici della tenuta sono spariti i libretti degli assegni e le paghe dei braccianti, oltre al telefonino di Tekin, che sono stati rubati dai sottoposti di Kenan, a insaputa di quest'ultimo; infatti è stato Cemal a pagarli affinché dessero fuoco al raccolto, avevano tenuto il loro capo all'oscuro di tutto sapendo che non avrebbe mai accettato in virtù dell'affetto che lo lega a İpek e Deren. Quest'ultima scopre che il telefono di Tekin è sparito e chiama allarmata İpek, e Kenan giura di aiutarle a scovare i colpevoli. Cemal è furioso con Gülistan per non aver soccorso la nipote, che rischiava di abortire, e la donna si scusa e si giustifica dicendo che era andata dalla propria madre; Cemal pensa di cacciarla, ma poi le impone di occuparsi di Çilem.
İpek si reca da Cemal, avendo scoperto che lui è suo zio proprio per merito dell'album fotografico che lo stesso Cemal ha consegnato a Deren (ignara che sia proprio lui l'uomo al quale deve saldare il debito), il quale finge di non riconoscere la nipote, allora la ragazza gli mostra l'album fotografico di famiglia; Cemal le ripete le false parole che aveva detto su sua madre a Çilem e dice di non poter essere certo che sia veramente sua nipote, così le chiede il motivo per cui si è presentata. İpek chiede un aiuto economico, ma vengono interrotti dall'arrivo di Sinan, che l'ha seguita perché pensava che andasse da suo padre, e Cemal li caccia entrambi seduta stante. Per un breve momento İpek conosce la vera Çilem, ignara che quella ragazza è sua sorella, ma Celam la presenta a İpek come sua figlia. Dopodiché spiega a Çilem che preferisce che tutti pensino che lei è sua figlia perché vuole stabilire "le regole del gioco". Okan e i suoi uomini giungono a Güneşli Bahçe, sono alla ricerca di Azra, chiedendo infatti agli abitanti dove si trova Çilem, dato che quest'ultima aveva spiegato a Okan che Azra si era impossessata della sua ideanità. Azra tuttavia riesce a fuggire dalla villa e a rifugiarsi nella falegnameria di Mahir; quella sera, Azra telefona a İpek, alla quale ammette di essere ricercata per qualcosa di cui le parlerà in futuro, e che almeno per ora dovranno allontanarsi, chiedendole di dire a Deren che le vuole bene. Più tardi, Mahir confessa ad Azra di aver paura di perderla.
Sinan, sentendosi in colpa nei confronti di İpek per averle impedito di ottenere il prestito da Cemal, dà fondo a tutti i suoi risparmi avendoli guadagnati lavorando come marinaio per anni, e li dà a Mahir chiedendogli di consegnarli a İpek: dovrà però mentirle dicedole che sono da parte sua perché se sapesse che i soldi sono di Sinan non li accetterebbe. Kenan riaccompagna Deren alla villa, dopo aver cenato con lei, e İpek le rivela che Azra è diretta a Istanbul per motivi sconosciuti. Aras consegna a Deren l'assegno, e Deren firma le carte con sui si assume la responsabilità. Risvegliatosi, Mahir scopre che Azra se n'è andata e che la busta col denaro di Sinan è sparita. Mentre è in viaggio su un bus, Azra ripensa a İpek, Deren e Mahir, addolorata all'idea di separarsi da loro, poi però ha un'intuizione: Okan, quando la stava cercando, aveva chiesto di Çilem, dunque sapeva che Azra era venuta a Güneşli Bahçe con il nome di Çilem e che dunque solo quest'ultima può averglielo detto. Adesso ha capito che è stata Çilem a mandare Okan a Güneşli Bahçe, quindi le telefona e, sconvolta per il cinismo nei suoi confronti, le dà appuntamento così chiariranno la questione, e restituirà i soldi ai malviventi per poi separarsi da lei per sempre. Çilem in realtà vuole approfittare della cosa per tendere una trappola a Azra, infatti oltre a lei ci sarà anche Okan all'appuntamento, ma Azra ha deciso di non presentarsi. Infatti non vuole più consegnare il denaro dopo aver saputo da Mahir (il quale le aveva telefonato) che i soldi che ha sottratto sono destinati da Sinan a İpek per ripagare il debito.
Cemal vuole che il debito sia estinto interamente, non a rate, certo che in questo modo İpek non ce la farà mai, e chiede al suo avvocato di contattare Kenan. Quest'ultimo, dalle parole di ringraziamento del creditore che ha riavuto il suo denaro dopo che si era rivolto Kenan per riavere i suoi soldi (che Kenan invece aveva prestato a Deren e İpek) comprende che i suoi uomini sono gli autori dell'incendio e del furto alla tenuta, e che hanno commesso il crimine dietro pagamento e con il denaro hanno pagato il loro cliente. In seguito alle minacce di Kenan, i suoi uomini confessano di essere stati pagati da un uomo (Cemal) per appiccare il fuoco al raccolto in cambio di molti soldi, dopodiché gli consegnano la refurtiva: il libretto degli assegni, le buste paga e il cellulare di Tekin. Mahir racconta a İpek e Deren quello che ha fatto Azra; nel mentre Cahide si fa ospitare a casa della madre di una sua amica, che le procura un lavoro a Güneşli Bahçe, infatti viene assunta da Refik come bracciante nell'oliveto di İpek. Cemal si mostra molto apprensivo con Çilem, che mal sopporta il suo controllo, tuttavia si scusa per essere stata brusca e gli racconta della telefonata con Azra e del suo tentativo di farla cadere in trappola. Deren, prima di lasciare Güneşli Bahçe, va a trovare Kenan nel suo ufficio, e proprio lì trova il cellulare di Tekin, pretendendo da Kenan delle spiegazioni. Mentre Mahir si scusa con Sinan per l'inconveniente dei soldi, vengono interrotti da Okan, che con le maniere forti vuole sapere dove si nasconde Azra, minacciando di far del male a İpek e Deren; a quel punto Mahir e Sinan si mettono a fare a pugni con gli uomini di Okan, ma a sorpresa compare Azra, che accetta di consegnarsi, restituendo a Sinan i suoi soldi. Cemal giunge alla tenuta con Çilem, presentandola a İpek come sua figlia e chiamandola Azra. Poco dopo, Cemal incrocia lo sguardo con Cahide.
- Ascolti Italia: telespettatori 1 982 000 – share 11,40%[10].

## Episodio 5
Cemal e Cahide hanno un duro confronto da cui emerge che la donna è stata incastrata dal cognato per l'omicidio del marito Mehmet, e a seguito del quale Cemal la minaccia di distruggere la sua vita e quella delle sue figlie se non farà ciò che le ordina; prima di andarsene, l'uomo chiede a Refik di tenere d'occhio Cahide. Quando Deren pretende spiegazioni da Kenan, lui le spiega che i suoi uomini sono stati pagati da un signore (del quale ancora non conosce l'identità) per dare fuoco alla tenuta, promettendole che farà quanto in suo potere per riparare il torto all'amica İpek. Akif dichiara che la polizia non può prelevare Azra poiché è andata via con Okan di sua spontanea volontà; successivamente Okan riceve una telefonata da İpek, alla quale garantisce la libertà di Azra in cambio di denaro. Cahide incontra Afet e l'amica Perihan, chiedendo se conoscono le sue figlie; Afet, temendo di perdere İpek, risponde di no. Cahide si reca a casa di Cemal per affrontarlo, consapevole delle falsità sul suo conto che ha raccontato alle sue figlie, per mezzo delle quali intende ricattarla; Cemal risponde che non ha mai amato nessuno in vita sua quanto lei, e di fronte al disprezzo di Cahide afferma che le cose si complicheranno.
Nonostante Sinan, accompagnato da İpek, consegni la somma richiesta a Okan, quest'ultimo non ha intenzione di lasciar andare Azra, che viene intimorita con una pistola nascosta alla vista degli altri. Afet rinfaccia a Cahide di essersi messa solo ora a cercare le sue figlie e che non basta partorire per essere madre, ma poi si scusa per essersi spinta troppo in là. Sinan domanda a İpek perché non gli aveva detto prima di avere due sorelle, e lei risponde che lo hanno scoperto solo di recente e che, ad eccezione di lui, Kenan e Afet, nessun altro lo sa. Dopo che la ragazza fa vedere a Sinan un articolo di giornale riguardante l'omicidio di suo padre Mehmet, lui le mostra che ha cancellato dal cellulare l'ultima copia del video di Azra alla stazione di servizio, dato che non vuole crearle altri problemi, ma İpek non dovrà più mentirgli perché ogni sua bugia lo mette in pericolo. İpek scopre che l'incendio al magazzino è di origine dolosa, ma non si sa chi sia l'autore perché le telecamere sono state messe precedentemente fuori uso; Kenan svela a İpek di aver saputo chi ha appiccato l'incendio, ovvero Sadullah (uno dei suoi sottoposti), e di essere sulle sue tracce poiché è scappato, poi le chiede per il momento di lasciare la polizia fuori dalla questione, dato che i soldi ricevuti dall'ordine sono stati usati per pagare il debito verso un cliente della sua compagnia.
Informati da İpek e Sinan, Çilem e Cemal si recano da Okan per far rilasciare Azra, infatti anche se Çilem la odia non la vuole morta. Rimaste sole durante la discussione fra i due uomini, Çilem dice ad Azra che ha rivelato il luogo dove si trovava affinché capisse cos'ha dovuto passare; Azra è intenzionata a dire la verità a İpek e Deren per poi sparire, ma Çilem replica dicendo che non è così facile e la ricatta imponendole di continuare a fingersi lei; intanto, Okan minaccia Cemal di rivelare alle ragazze che è stato lui a dirgli dove si trovava Azra (grazie a una registrazione fatta durante l'ultimo incontro a casa sua), chiedendo in cambio proprio Azra, ma Cemal rifiuta nettamente. Successivamente, Çilem e Cemal riportano Azra a Güneşli Bahçe; Azra chiede scusa a Mahir per aver approfittato della sua fiducia, ma per il momento lui preferisce mantenere le distanze. Riportate le ragazze alla villa, İpek e Deren abbracciano Azra, mentre Cemal annuncia che Cahide è uscita di prigione tre giorni prima; İpek nota una certa tensione tra Azra e Çilem. Afet, venuta a sapere da Perihan che Cahide è stata in carcere con l'accusa di omicidio, intima alla donna di andarsene da casa sua, presso cui l'ha ospitata. Dopo che İpek viene informata da Kenan che Deren si è offerta di andare in prigione al posto di Aras, quest'ultimo si presenta alla villa per dire a Deren che invece è il padre si assumerà la colpa costituendosi, ma Kenan lo picchia prima ancora di starlo a sentire, inducendo Deren a cacciarlo. Intanto Sadullah, per ordine di Cemal, strangola Okan con una cinghia.
Sinan avverte le ragazze che la polizia ha determinato che l'automobile di Tekin non è andata lontano da Güneşli Bahçe, e dubita delle loro parole. Cahide visita la tomba di Mehmet, esprimendo il suo rammarico e l'odio verso Cemal, che non ha permesso loro di essere felici, prima uccidendo il fratello e poi incastrando la cognata per l'omicidio; inoltre teme di non riuscire a tenere le sue figlie lontane dalle grinfie di Cemal. Quest'ultimo rintraccia casualmente Cahide e la porta nel bosco, rivelandole che le sue figlie si sono riunite e che la notte del matrimonio di İpek hanno ucciso il suo sposo Tekin; Cemal sa questo perché le ha viste mentre sotterravano il corpo di Tekin. Di fronte all'incredulità di Cahide, Cemal le rivela che si trovano proprio sopra alla fossa che le ragazze avevano scavato.
- Ascolti Italia: telespettatori 1 985 000 – share 11,60%[11].

## Episodio 6
Cemal mostra a Cahide una fotografia delle ragazze mentre seppelliscono il corpo di Tekin, facendola svenire per lo stress. Çilem si presenta a casa di İpek e provoca Azra che, stanca dei suoi maltrattamenti, rivela a İpek e Deren la verità: lei non è loro sorella, che invece è Çilem, è stata costretta a fingersi lei perché Okan la voleva uccidere, quindi per salvarsi la vita aveva deciso di farsi passare per Çilem. Quando İpek chiede a quest'ultima perché ha voluto continuare la farsa, lei risponde che non le vuole e non ha bisogno di loro, che è infuriata per la morte di Burak. Azra risponde che se fosse stato per lei sarebbe morta al posto di Burak, ma Çilem la manda a quel paese e si allontana. Fra le lacrime, Azra spiega a İpek e Deren che due suoi amici la portarono da Okan dicendo che avrebbe prodotto loro un album musicale, ma poi scoprì che in realtà volevano rubargli il denaro, e finirono uccisi da Okan; lei fuggì, portando il denaro all'orfanotrofio dove ha vissuto con Çilem; Okan prese in ostaggio Çilem e Burak, che infine uccise. Azra è disperata, non voleva che succedesse, anche perché aveva deciso di consegnarsi in modo che Okan non facesse del male a loro due, quindi chiede perdono.
Cahide si risveglia a casa di Cemal, il quale le rivela l'estraneità di Çilem dall'omicidio e ribadisce che vuole sposarla, minacciando di mandare in prigione le sue figlie se dovesse rifiutarsi. Mentre Çilem dice a Cemal che Azra ha rovinato il suo piano e quindi deve cambiarlo, Kenan chiede perdono a Deren ma viene rifiutato a causa del suo modo violento di risolvere i problemi, anche se poi İpek la rassicura sul suo buon cuore. Azra confida a Mahir di avere molti rimorsi, perché a causa delle sue azioni altre persone hanno sofferto e gli racconta tutta la verità: dalla morte di sua madre per mano dell'odiato padre, all'affidamento alla nonna paterna, alla vita nell'orfanotrofio, alla fuga da Okan. Mahir cerca di tirarle su il morale, le confessa di essere innamorato di lei e cerca di convincerla a rimanere, ma Azra è decisa ad andarsene. Discutendo con İpek e Deren, Çilem afferma di odiare la loro madre, prova dolore e rabbia a causa dell'omicidio in seguito al quale è stata affidata a un orfanotrofio; poco dopo, İpek e Deren chiedono ad Azra di rimanere a Güneşli Bahçe, anche perché la connessione che sentono con lei è di gran lunga più forte di quella che hanno con la "vera" Çilem, infatti Deren e İpek ormai amano Azra come una sorella nonostante siano entrambe consapevoli che a unirle non c'è un nessun legame di sangue. Azra accetta felicemente di rimanere a Güneşli Bahçe, visto che comunque lei, Deren e İpek non hanno ancora risolto il problema legato alla morte di Tekin.
İpek confida a Sinan di essere molto agitata per l'incontro con sua madre quella sera, al che lui si complimenta per la sua generosità e le chiede perché una ragazza buona come lei abbia sposato un uomo spregevole come Tekin; İpek lo ha sposato perché voleva vendicarsi per aver mandato suo padre in bancarotta, facendolo morire per il dolore, ammettendo però di rimpiangere quella decisione, tra l'altro gli confida che lei e Tekin non sono mai stati amanti. All'arrivo di Cahide, İpek la abbraccia felice, Deren è scossa e rimane immobile, mentre Çilem le intima di starle lontana; Azra si presenta come amica delle sue figlie. Una volta in casa, Çilem inizia a provocare la madre dicendo che è un'assassina e la ripudia e, dopo che Cemal (anch'egli presente) la fa calmare, quest'ultimo comunica di aver pagato tutto il debito, quindi non dovranno più preoccuparsene e accenna ad un possibile "ritorno" di Tekin, provocando tensione nelle ragazze e in Cahide. Mahir e Sinan rivelano a Kenan, a terra per il rifiuto di Deren, che Azra si era fatta passare per Çilem.
A cena, Cahide chiede alle figlie di parlarle di loro: İpek ha avuto un'infanzia felice e dei genitori amorevoli, Deren è sempre stata bistrattata dalla madre adottiva, mentre Çilem la incolpa per la loro attuale situazione, anche se Azra accenna brevemente alla loro vita in orfanotrofio prima di essere zittita da Çilem, che ai racconti di Cahide su quando erano bambine reagisce maleducatamente e se ne va. Afet raggiunge la villa e vede fa una finestra İpek mentre stringe una mano a Cahide; ne rimane addolorata pensando di essere stata dimenticata, e chiede a Refik di non dire a nessuno che era lì. Cahide, rimasta sola con İpek e Azra, afferma di capire che per Çilem e Deren è dura accettare la situazione e che per ora preferiscono mantenere le distanze poi, con parole gentili, cerca di farsi dire cosa è successo a Tekin, ma İpek sostiene che è scappato per i debiti e non tornerà; dopo che İpek si allontana, Azra rivela a Cahide che Tekin la picchiava costantemente, ma evita di parlare dell'omicidio e ribadisce la questione dei debiti. Parlando con İpek, Deren si domanda perché, se Cahide è davvero innocente, non lo dica invece di tacere; pur desiderando sinceramente ricucire il loro rapporto, si sente bloccata proprio a causa del suo silenzio.
Azra ha deciso di rimanere a Güneşli Bahçe e fa una sorpresa a Mahir. Cemal fa assumere Gülistan da İpek come governante della villa. Deren ha un crollo emotivo a causa del silenzio di Cahide, ma viene a malapena tranquillizzata da Cemal, il quale poi ordina a Cahide di dire solo quello che lui vuole. Cahide però non ci sta, e a cena racconta la verità, ovvero che lei e Mehmet si amavano moltissimo e che quando entrò nel suo ufficio lui era già morto, ma per via del fatto che c'erano solo le sue impronte sulla pistola e non poteva provare la sua innocenza; tuttavia, non accenna alla colpevolezza di Cemal. Cahide ribadisce la sua innocenza e che non avrebbe voluto lasciarle, e conferma a İpek e Deren che il marito era benvoluto da tutti. Deren finalmente si scioglie e l'abbraccia piangendo. Cemal chiede a Gülistan di spiare quello che succede alla villa. Il proprietario di un bar, amico di Mahir, offre ad Azra un contratto per cantare nel suo locale.
Kenan si presenta all'ospedale dove Deren è stata recentemente assunta e riesce a strapparle dei sorrisi. Afet, venuta a sapere che İpek ha fatto compere con Cahide, le chiede perché le ha omesso questa cosa, e İpek risponde che sapeva che la cosa l'avrebbe ferita e che sua madre è stata vittima di un errore giudiziario, ma Afet si lascia sopraffare dalle gelosia. Cemal paga Sadullah per l'omicidio di Okan e gli consiglia di lasciare Güneşli Bahçe dato che Kenan è sulle sue tracce; in seguito affronta Cahide riguardo al non aver mentito alle ragazze come gli aveva ordinato. Alle minacce di denunciare le sue figlie, Cahide è costretta ad acconsentire a sposarlo e gli consegna la sua carta d'identità. Deren perdona Kenan, ma gli dice che se agirà nuovamente come ha sempre fatto, avrà chiuso con lei per sempre. Afet discute aspramente con Cahide, ma quest'ultima mantiene la calma e anzi la ringrazia per aver cresciuto İpek con amore, lasciandola senza parole. Azra comunica a İpek di aver trovato lavoro in un bar come cantante e che quella sera ci sarà la sua prima esibizione ufficiale. Dopo aver ripensato al ricatto di Cemal, Cahide fissa un incontro segreto con la sua amica Leyla, poi insieme a Refik porta in ospedale Çilem, che si è sentita male, nonostante le iniziali proteste, cosa che sembra renderla un po' più aperta verso la madre.
Cahide riceve da Leyla una pistola. İpek e Deren assistono alla prima esibizione di Azra, che riscuote un certo successo; in seguito si uniscono anche Sinan, Mahir e Kenan, ma il gruppo esce quando Deren si ubriaca. Cahide telefona a Leyla, la quale l'avverte che una nave salperà verso la Grecia la settimana successiva; Gülistan origlia la conversazione e telefona immediatamente a Cemal. Cahide si addormenta e sogna l'arresto delle figlie. Quando in spiaggia, per un momento, Deren e İpek rimangono sole, la prima, ancora ubriaca, inizia a parlare dell'omicidio che hanno commesso e İpek cerca di zittirla; tuttavia Sinan, poco distante, sente tutto. Il giorno dopo, Cemal mostra alle ragazze un giornale su cui è pubblicata la notizia dell'omicidio di Okan. Mentre İpek è alla guida viene fermata da Sinan, che entra nel veicolo e afferma che pensava che sarebbe stato felice alla morte dell'odiato padre, ma non è così: al contrario, si sente completamente vuoto. Ammette poi di aver ascoltato la sua conversazione con Deren, e in preda alle lacrime İpek confessa che l'hanno dovuto uccidere per legittima difesa, che l'hanno seppellito e che la sua automobile è stata gettata in mare. Sinan è furioso e le domanda perché, se si è trattata di legittima difesa, non ha ammesso la cosa, così Ipek risponde che non è successo perché erano molto spaventate e nessuno avrebbe creduto alle loro parole. Cemal porta Cahide a vedere il recupero dell'automobile di Tekin dal mare, le dice che non ci vorrà molto affinché arrestino le sue figlie, e che sa che ha progettato un piano per fuggire.
- Ascolti Italia: telespettatori 1 531 000 – share 12,20%[8].

## Episodio 7
Per evitare altri "incidenti", Cemal impone a Cahide di sposarlo il giorno seguente. Mentre İpek, Deren e Azra discutono del fatto che Sinan ormai sappia la verità sulla morte del padre e discutono di come risolvere la situazione, Akif le informa che l'automobile di Tekin è stata recuperata dal mare. Cahide affronta Gülistan per aver spifferato a Cemal della sua imminente fuga. Azra si scusa con Deren per aver alzato la voce dicendo anche che non dovrebbe nemmeno essere lì, considerando che è stata lei effettivamente a uccidere Tekin colpendolo alla nuca. Intenzionata a prendersi interamente la colpa, Deren si oppone facendola desistere, spiegandole che in ogni caso anche lei e İpek finirebbero comunque in prigione per aver occultato il corpo della vittima. İpek chiede a Sinan se è stato lui a riferire alla polizia dell'auto gettata in mare, consegnandogli il cellulare di Tekin. Sinan lo getta in mare e dice che ovviamente non è stato lui a dire dell'automobile perché non potrebbe mai farle del male, essendo innamorato di lei. İpek comunica a Deren e Azra che Sinan non le ha denunciate, perciò deducono che siano state viste da qualcun altro. Azra abbraccia Deren e İpek che ormai considera le sue sorelle a tutti gli effetti, sapendo che comunque loro tre affronteranno insieme qualunque avversità. Mahir chiede ad Azra di essere la sua fidanzata; Kenan chiede a Deren di sposarlo, ma la ragazza gli chiede di non affrettare i tempi, anche perché è preoccupata per la questione di Tekin.
Cahide contatta Leyla e si fa dare una pistola. İpek ammette a Sinan di ricambiare i suoi sentimenti ma che ha paura delle dicerie della gente, ma Sinan prima la rassicura, dopodiché si baciano; Deren non approva il loro avvicinamento dato che lui è il figlio di Tekin, l'uomo che hanno ucciso. Il mattino seguente, Cahide si prepara per andare al matrimonio con Cemal. Durante una sosta, Cahide cerca la pistola nella borsa, ma si volta e vede Cemal puntargliela contro (l'aveva infatti trovata nella sua borsa, mentre Cahide era andata a sciacquarsi il viso); Cemal la provoca dicendole di prenderla, ma che comunque non è in grado di uccidere perché non è un'assassina, gettando subito dopo la pistola in mezzo alla radura. In auto, Cemal le dice che se avesse scelto lui invece di Mehmet le cose sarebbero andate diversamente e avrebbe avuto una vita migliore, ma Cahide risponde che invece lui non vale niente rispetto a Mehmet, che l'ha scelto perché se n'è innamorata e lo amerà sempre. Cahide afferra il volante facendo precipitare l'automobile in mare: Cemal viene salvato e portato in ambulanza, ma di Cahide non v'è traccia.
Sinan propone a İpek di fuggire e far perdere le loro tracce, ma lei non se la sente anche perché lascerebbe nei guai Deren e Azra. İpek viene informata dell'incidente e corre in ospedale con Sinan, Azra, Deren e Çilem. Cemal ammette alle ragazze che insieme a lui c'era Cahide, che però non è stata ritrovata; rimasto solo, Cemal discute con il suo avvocato Ufuk del fatto che forse Cahide è scappata ed è in cerca di aiuto altrove, e di far ispezionare a fondo il luogo dell'incidente. Cemal dice alle ragazze che aveva visto Cahide per caso e le aveva offerto un passaggio. Çilem ha un altro malore e viene riaccompagnata alla villa, mostrandosi pentita per la freddezza che ha mostrato nei confronti della madre, facendo pace con Azra. Kenan trova Sadullah, da cui viene a sapere che il mandante dell'incendio è stato Cemal, non sapendo però sapeva essere lo zio di İpek. Cahide, soccorsa da una coppia di pescatori, rincontra le sue figlie; Çilem finalmente si scioglie e l'abbraccia. Cahide rivela che si sta nascondendo da Cemal, che non è come pensavano e che è stato lui a uccidere il loro padre. Prima di raccontare tutta la storia, comunica che Cemal sa che hanno ucciso Tekin, che quella notte le ha viste e fotografate, che ha minacciato lei per costringerla a sposarlo e che lei ha fatto sbandare l'auto per evitarlo. Aggiunge anche che il suo cellulare è in fondo al mare, quindi ora le prove dovrebbero essere eliminate. Çilem non sa di cosa stiano parlando così, una volta tornate in villa, glielo spiegano. İpek ipotizza che Cemal abbia delle copie, e Çilem lo conferma perché una volta lo ha visto mettere dei documenti a suo dire di grande importanza in un archivio. Cemal arriva e comunica che Cahide non è stata ancora ritrovata, e nota una certa tensione. Quella notte, Cahide si introduce nella casa di Cemal e ruba l'archivio con le copie. Cemal viene avvisato del furto, e vedendo per terra il ciondolo che Cahide indossava il giorno dell'incidente, capisce che è stata lei a compiere il furto; si dirige poi al luogo dove è seppellito Tekin, scoprendo che il cadavere è sparito.
- Ascolti Italia: telespettatori 1 777 000 – share 10,80%[12].

## Episodio 8
Scoperto che Cahide gli ha sottratto l'archivio e ha spostato il corpo di Tekin, Cemal racconta alle nipoti del furto e che farà analizzare dalla polizia la collana ritrovata che Cahide indossava il giorno dell'incidente in automobile. Subito dopo Cahide torna alla villa con l'archivio, venendo a sapere che Cemal ha trovato la collana nel suo ufficio. Il mattino seguente, informato del ritorno di Cahide, Cemal la incontra e le dice che sa che è stata lei ad aver rubato l'archivio e che ha seppellito altrove Tekin. Cahide sostiene di non aver più paura di lui ora che le prove sono state cancellate, ma Cemal le mostra due fotografie stampate e dice non sapere nemmeno lui quante copie ci siano. L'unica cosa che però ora gli interessa è sposarla, intende farlo di fronte alle sue figlie e la minaccia di non provare a evitarlo nuovamente, o stavolta la pagherà davvero. İpek chiede a Kenan di non portare Sadullah in commissariato perché, se Cemal venisse denunciato, le manderebbe in galera; ufficialmente Deren giustifica la sua decisione dicendo che non se la sentono di mandare in galera loro zio. Cahide riferisce alle ragazze che Leyla, una sua ex compagna di prigione, ha organizzato un passaporto per tutte loro cambiando le carte d'identità.
Afet pensa che sarebbe meglio che solo Azra si costituisca, dato che a conti fatti è lei che ha ucciso Tekin, ma İpek risponde che loro tre sono comunque complici. Kenan racconta a Sinan della strana richiesta di İpek, ritenendo che Cemal abbia minacciato le ragazze, per cui chiama un suo sottoposto dicendogli di indagare su Cemal. İpek spiega a Sinan che un'amica della madre ha trovato una nave per farle fuggire, e lui intende seguirle. Mahir interrompe un'esibizione canora di Azra e di fronte a tutti le chiede di sposarlo mostrandole un anello; Azra, però, rifiuta dicendo di non poter accettare, e Mahir si allontana arrabbiato e intristito. Çilem si scusa con la madre per non averla compresa, e più tardi Cahide riceve per telefono la conferma che la nave partirà due giorni dopo. Azra è triste per Mahir e pensa di portare caos ovunque vada, ma Çilem la consola e la perdona ufficialmente, infatti la conosce dall'infanzia e quindi sa che non farebbe mai del male di proposito.
Kenan parla con Sajit, custode di una casa dove Cemal aveva abitato anni prima, il quale gli dice che Cemal è un uomo molto pericoloso, che deve stargli alla larga e averne paura. Poco dopo, Sajit contatta Ufuk rassicurandolo di non aver detto nulla; Cemal capisce che Kenan ha saputo di lui tramite Sadullah. Kenan affronta Cemal chiedendogli se ha intimidito le ragazze, perché İpek non ha voluto denunciare Sadullah, dichiarando che lo terrà d'occhio. Cemal consegna a Ufuk una busta contenente le fotografie: se dovesse succedergli qualcosa, dovrà consegnarla alla polizia. Sinan accompagna İpek alla casa che ha ereditato dalla madre e prossima alla vendita, dove trovano un ricordo che fa venire in mente a Sinan le violenze del padre verso la madre, che prima delle sfuriate lo nascondeva in una cassa e gli dava un carillon per non fargli sentire le grida, che purtroppo sentiva comunque. Sinan, pur legatissimo ai cimeli della madre, desidera regalarli in beneficenza.
Alla villa, ognuno scopre le proprie carte. Cemal dice che se gli succedesse qualcosa le fotografie andrebbero alla polizia perché ha dato istruzioni e si appresta a bere il caffè preparato da Çilem, ma la nipote lo ferma perché dentro aveva messo un veleno: da ora dovranno fare quello che lui vorrà, affermando che il giorno dopo lui e Cahide si sposeranno. Il mattino seguente, Leyla conferma a Cahide che i passaporti sono pronti. Ufuk prende in disparte Cemal e, dopo avergli fatto firmare alcune carte, gli chiede di smettere di tormentare quelle donne, che lui è l'avvocato che 24 anni prima gli ha evitato il carcere, ma Cemal risponde che il lusso di cui gode è dovuto a lui, quindi non deve dargli lezioni morali. Dopo che İpek riceve il nuovo passaporto, va da Afet per dirle che anche se non è la sua madre biologica le ha dato una bellissima giovinezza e la ringrazia tanto. Afet ammette che all'inizio era gelosa di lei perché pensava che l'avrebbe dimenticata per stare con Cahide, ma quando scopre nella borsa di İpek il passaporto per la Grecia ne rimane molto dispiaciuta, anche se la ragazza le dice che Cemal ha stampato le fotografie e che vuole obbligare Cahide a sposarlo. Azra lascia un messaggio per Mahir in cui scrive che non può sposarlo perché è lei che ha ucciso Tekin per proteggerle sé stessa, İpek e Deren, e che dovrà andarsene in nave quella stessa notte; allo stesso tempo Deren dice a Kenan di dover partire per Smirne.
Quella sera, le ragazze, Cahide e Cemal sono in villa in attesa che arrivi Ufuk insieme al cerimoniere. Ufuk, però, incontra Kenan per dargli la busta con le prove della colpevolezza di Cemal riguardo all'omicidio di suo fratello Mehmet: a quel tempo, Ufuk aveva appena iniziato a lavorare per lui, e fece di tutto per far ricadere la colpa su Cahide e cancellare le prove contro Cemal; infine gli dice che Cemal sta ricattando Cahide e le ragazze costringendole al silenzio. Fingendo di sistemare il colletto allo zio, Deren gli inietta un sedativo; Cemal tenta di strangolarla, ma viene subito fermato e cade a terra. Cahide e le ragazze escono in tutta fretta. Mahir legge la lettera di Azra e corre al porto. Afet raggiunge Cemal, dicendogli che gli dirà dove sono Cahide e le nipoti se lascerà in pace le ragazze, e di accontentarsi di Cahide: appena esce dalla villa, però, Cemal viene subito arrestato dalla polizia, venuta in possesso delle prove da Kenan. Cemal viene condannato all'ergastolo.
Cahide e le ragazze sono al porto, accompagnate da Sinan. Azra, piangendo, afferma che non può continuare a fuggire dalla propria coscienza; anche Deren è in preda ai sensi di colpa (dal giorno dell'omicidio non è più riuscita a dormire serenamente) e anche İpek decide di rimanere. Le suppliche di Çilem e Cahide non servono a nulla, infatti Azra chiama la polizia e dichiara di voler fare una confessione: anche scappando, lei, Deren e İpek non riusciranno mai a fuggire dal rimorso dei loro errori. Le tre ragazze vengono dunque arrestate: İpek ormai riconosce Azra come una vera sorella, infatti anche se non prova rimorso per la morte del suo crudele marito dato che lui voleva farle del male, rimpiange solo che Azra e Deren si siano sacrificate per lei. La sera in cui Tekin è morto le loro vite sono cambiate per sempre, ma è anche vero che dopo quel tragico evento le tre ragazze hanno conosciuto l'amore. La corte le condanna a 16 anni di carcere. Qualche mese dopo, Çilem partorisce una bambina che chiama Shule, che cresce insieme a Cahide.
Passano 3 anni e alla fine la corte stabilisce che le tre hanno agito per legittima difesa e vengono rilasciate. Azra, Deren e İpek si stringono in un forte abbraccio e, accompagnate da Sinan, Kenan e Mahir, si riuniscono ad Afet, Cahide, Çilem e la piccola Shule nella villa di İpek. Azra chiede a Mahir se vuole sposarla e lui risponde di sì. Le ragazze si lasciano alle spalle tutto il dolore e sono pronte a iniziare una nuova vita. İpek rievoca le parole che pronunciò Azra il giorno del loro primo incontro, sull'importanza di ringraziare il passato per tutto quello che si è appreso da esso al fine di poter andare avanti e costruirsi così un futuro.
- Ascolti Italia: telespettatori 2 249 000 – share 13,90%[13].